# Општина Драгаш
Општина Драгаш по законима привремених институција Косова, се налази на крајњем југу Косова и Метохије а настала је од некадашње општине Гора и некадашње општине Опоље и обухвата 35 насељених места.
Према резултатима пописа становништва 2011. године у општини је живело 33.997 становника од тога је било 20.287 Албанаца (59,67%), 8.957 Горанаца (26,35%) и 4.100 Бошњака (12,06%). Српски језик
као матерњи језик је навело 1.795 становника на истом попису.
Горанско становништво средње образовање завршава по наставним програмима Републике Србије у средњој школи у насељу Млике.

## Историја
Гора је одувек имала неку врсту аутономности. Управни облици су били или општина, срез, или нахија... До 1945. године Гора је имала свој срез. Горанима се укида 1945. године било каква самоуправа, насилно се Горанцима мењају презимена и формира се општина Драгаш, у којој су Албанци били већина. Крајем осамдесетих година двадесетог века законом СР Србије подељена на две готово етнички чисте општине: Општину Гора са седиштем у Драгашу, са апсолутном етничком већином Горанаца, и општину Опоље у којој су већина били Албанци. Како општина Опоље није функционисала она је угашена већ 3. новембра 1992. године, тако што је припојена општини Призрен, тако су Горанци захваљујући лојалности Републици Србији и даље живели у чисто горанској општини.
Доласком УНМИК-а подручје општине Опоље је поново припојено општини Гора и створена је поново општина Драгаш у којој Албанци чине већину, што за велики део горанског становништва представља претњу миноризацијом и маргинализацијом. Проблем представља и покушај насилног проглашавања бошњачког језика за матерњи језик Горанаца у општини.